# Кісткові ганоїди
Кісткові ганоїди (Holostei) — риби, що належать до класу променеперих та мають ряд примітивних рис будови. Займають проміжне положення між хрящовими ганоїдами та костистими рибами. Череп, щелепний та зябровий апарат має таку ж будову як у костистих риб. Хвостовий плавець побудований по типу хрящових ганоїдів (гетероцеркальний). Луска ганоїдна. Кісткові ганоїди відомі з пізньої пермі. У мезозої Holostei налічували 7 рядів, до початку палеогену майже всі вимерли. У сучасній фауні представлені двома нечисельними рядами: амієподібні та панцирникоподібні.